# إدي وارد
إدي وارد (بالإنجليزية: Eddie Ward) هو سياسي أسترالي، ولد في 7 مارس 1899 في أستراليا، وتوفي في 31 يوليو 1963 في أستراليا بسبب نوبة قلبية. حزبياً، نشط في Lang Labor ‏ وحزب العمال الأسترالي. وقد انتخب عضو مجلس النواب الأسترالي عن دائرة Division of East Sydney ‏ (6 فبراير 1932 – 31 يوليو 1963) وانتخب عضو مجلس النواب الأسترالي عن دائرة Division of East Sydney ‏ (7 مارس 1931 – 19 ديسمبر 1931).